# جیمز اوبری
جیمز اوبری (به انگلیسی: James Aubrey) (زاده ۲۸ اوت ۱۹۴۷ – درگذشته ۸ آوریل ۲۰۱۰) بازیگر تئاتر و سینمای بریتانیایی بود. او تئاتر را در مرکز نمایش لندن آموخت. اوبری نخستین بازی حرفه‌ای خود را در سال ۱۹۶۲ در نمایش جزیره کوچک بچه‌ها انجام داد. او بازی در سینما را در سال ۱۹۶۳ با ایفای نقش رالف در فیلم سالار مگس‌ها ساخته پیتر بروک آغاز کرد. او بین سال‌های ۱۹۷۴–۱۹۷۵ با گروه نمایش رویال شکسپیر همکاری کرد. آخرین بازی او در یکی از قسمت‌های مجموعه تلویزیونی نبردهای کوتاه در سال ۲۰۰۶ بود. او در فیلم شکاف نیز بازی کرده است.

## زندگی و حرفه
جیمز اوبری ترجیدگو در سال ۱۹۴۷ در کلاگن‌فورت اتریش زاده شد. او تحصیلات خود را در مدرسه‌های وُلمر (کینگستون، جامائیکا)، ویندسُر (آلمان) و سنت جان (سنگاپور) گذراند. او از سال ۱۹۶۷ تا ۱۹۷۰ در مرکز نمایش لندن به یادگیری تئاتر پرداخت. اوبری با اگنس کریستین هالندر ازدواج کرد که به طلاق انجامید. او افزون بر بازی در چندین تئاتر حرفه‌ای در بیش از ۳۰ مجموعه تلویزیونی (از یک تا چند قسمت)، ۶ فیلم تلویزیونی و بیش از ۱۰ فیلم سینمایی بازی کرد.